# جون دروموند
جون دروموند (بالإنجليزية: Jon Drummond) مواليد 9 سبتمبر 1968 في فيلادلفيا، هو عداء أمريكي متخصص في سباق 100 متر. فاز بالميدالية الذهبية في بطولة العالم لألعاب القوى.

## الميداليات
| الميدالية | المسابقة                       |
| --------- | ------------------------------ |
| ذهبية     | الألعاب الأولمبية الصيفية 2000 |
| فضية      | الألعاب الأولمبية الصيفية 1996 |
| ذهبية     | بطولة العالم لألعاب القوى 1993 |
| ذهبية     | بطولة العالم لألعاب القوى 1999 |
| ذهبية     | الألعاب الجامعية الصيفية 1991  |

## روابط خارجية
- جون دروموند على موقع الاتحاد الدولي لألعاب القوى (الإنجليزية)
- جون دروموند على موقع اللجنة الأولمبية الدولية (الإنجليزية)
- جون دروموند على موقع أوليمبيديا (الإنجليزية)
- جون دروموند على موقع اللجنة الأولمبية والبارالمبية الأمريكية (الإنجليزية)